# プラーオ郡
座標: 北緯19度21分57秒 東経99度12分8秒 / 北緯19.36583度 東経99.20222度
プラーオ郡（プラーオぐん）はタイ北部・チエンマイ県にある郡（アムプー）である。

## 名称
プラーオあるいは現地の訛りではパーオと呼ばれる言葉は、中央タイ語におけるマプラーオすなわち「ココヤシ」を意味する。

## 歴史
元々、この近辺は1281年頃ハリプンチャイ王国攻略のため陣を張ったマンラーイ王によってプラーオと呼ばれるようになった。当時の市の中心はウィエンプラチャオラーントーンすなわち現在の郡の中心部から北西に5キロの所にあった。その後、マンラーイ王はプラーオを3番目の息子、クルアに治めさせた。またラーンナー王朝中興の祖、ティローカラート王は即位前にはこの町を治めていた。

## 地理
ピン川の支流ガット川の形成した平地に市街地はある。郡の東西南北は山岳地帯に囲まれており、やや北側にそれからガット川が郡内から流れ出る南西に向かって開いている。郡の北部にはナムトック・バーンブワトーンとナムプ・チェットシー森林公園がある。
交通は国道1150号線が東西に延びており、東にウィエンパーパオ方面、西にチエンダーオ方面、南に1001号線が延びておりメーテーン方面とつながっている。

## 経済
郡の主要な産業は農業、魚の養殖などである。主な農業生産品はコメ、飼料用のトウモロコシ、ラッカセイなどである。

## 行政区分
郡は11のタムボンに分かれさらにその下位に、108の村（ムーバーン）がある。自治体（テーサバーン）があり以下のようになっている。
- テーサバーンタムボン・プラーオ・・・タムボン・ウィエンの一部とタムボン・トゥンルワンの全体

また郡内には9のタムボン行政体（オンカーンボーリハーンスワンタムボン）が設置されている。
1. タムボン・ウィエン・・・ตำบลเวียง
2. タムボン・トゥンルワン・・・ตำบลทุ่งหลวง
3. タムボン・パートゥム・・・ตำบลป่าตุ้ม
4. タムボン・パーナイ・・・ตำบลป่าไหน่
5. タムボン・サンサーイ・・・ตำบลสันทราย
6. タムボン・バーンポーン・・・ตำบลบ้านโป่ง
7. タムボン・ナムプレー・・・ตำบลน้ำแพร่
8. タムボン・クアンファーク・・・ตำบลเขื่อนผาก
9. タムボン・メーウェーン・・・ตำบลแม่แวน
10. タムボン・メーパン・・・ตำบลแม่ปั๋ง
11. タムボン・ローンコート・・・ตำบลโหล่งขอด